# Sečská vrchovina
Sečská vrchovina je krajinná oblast (horopisná jednotka) a geomorfologický podcelek  o rozloze 602,61 km² v jihovýchodní části Železných hor, součást Českomoravské vrchoviny v regionálním členění georeliéfu (tvaru zemského povrchu) Česka. Leží z hlediska administrativně správního většinou své rozlohy v Pardubickém kraji a menší částí na jihovýchodě v kraji Vysočina.
Krajinná oblast je nepravidelného tvaru, orientovaná severozápad – jihovýchod v délce přibližně 37 km na linii mezi obcí Míčov-Sušice a okrajem města Svratky, v nejširším místě severovýchod – jihozápad zhruba 20 km mezi městy Ždírec nad Doubravou a Skuteč.
Územně ji vymezují od nejsevernějšího bodu na katastru města Chrudim (lokalita Pod Hůrou) obce a místa prezentovaná geomorfologickými okrsky, Kameničskou vrchovinou, Skutečskou pahorkatinou, Stružineckou pahorkatinou a Podhradskou kotlinou, výraznou sníženinou mezi městy Seč a Třemošnice .
Typem georeliéfu členitá vrchovina v nadmořských výškách přibližně 275–737 m, se střední výškou 520,8 m a středním sklonem 3°56’, tvořená hlubinnými vyvřelinami železnohorského plutonu (výrazný je skutečsko-nasavrcký masiv), ve vápencích prvohorního útvaru (silur) chrudimského staršího paleozoika kolem Prachovic a Vápenného Podola s tvary tropického krasu. Jihovýchodní oblast (Hlinsko a okolí) tvořená horninami hlinského proterozoika a paleozoika (hlinská zóna), sníženina (Kameničky, Herálec až Svratka) horninami svrateckého krystalinika s ostrůvky křídy (česká křídová pánev).
Horopisem (orografie) směrem k jihovýchodu v nadmořských výškách stoupá, k severovýchodu je ukloněna na povrchu tzv. železnohorské zemské klínové kry. Nejníže je situována řeka Chrudimka v úrovni hladiny zhruba 275 m n. m. na katastrálním území města Slatiňany. Nejvyšších nadmořských výšek dosahuje na jihozápadě a jihovýchodě.
Na jihozápadě vrcholí na katastrálním území obce Slavíkov v Kraji Vysočina vrchem Vestec (668 m n. m.), nejvyšším bodem v Chráněné krajinné oblasti Železné hory. Na jihovýchodě leží nejvyšší bod v geomorfologickém okrsku Kameničská vrchovina (současně nejvyšší v Železných horách) na vrcholu se zeměpisným názvem U oběšeného (738 m n. m.), na katastrálním území obce Svratouch v okrese Chrudim náležejícím do Pardubického kraje.

## Geografie
V geografii Česka tvoří Sečská vrchovina krajinnou oblast v jihovýchodní části Železných hor označovaných obecně za pohoří. Horopisně je členitá vrchovina situována od nejnižší polohy u řeky Chrudimky nedaleko mostu knížete Auersperga ve Slatiňanech (275 m n. m.) až k vrcholu U oběšeného (738 m n. m.) severozápadně nad Svratouchem.
V hrubých obrysech lze krajinnou oblast vymezit od nejsevernějšího bodu v lokalitě Pod Hůrou na katastrálním území města Chrudim obcemi po jejím obvodu, tvoří je Slatiňany, Vrbatův Kostelec, Skuteč, Proseč, Rychnov, Pustá Kamenice, Krouna, Svratouch, Svratka, Herálec, Vortová, Vojnův Městec, Ždírec nad Doubravou, Třemošnice, Míčov-Sušice, Rabštejnská Lhota a opět Chrudim.

### Původ názvu
Zeměpisné jméno (oronymum) je odvozeno od města Seč, ležící v severozápadní části krajinné oblasti, známé především vodní nádrží s přehradou stejného názvu a typickou ostrým ohybem řeky Chrudimky pod skalním ostrohem se zříceninou hradu Oheb a stejnojmennou přírodní rezervací.

### Geomorfologie a přírodní poměry
Geomorfologie řadí Sečskou vrchovinu mezi geomorfologické podcelky v rámci regionálního členění georeliéfu provedeného systémově pro celé území Česka. V seznamu geomorfologických jednotek je označena čtyřmístným indexem IIC-3B, obecně se stejnou stavbou zemské kůry (morfostrukturou), vývojem povrchových tvarů zemského povrchu (georeliéfu) a geomorfologické historie jako geomorfologický celek (Železné hory), svým tvarem a vývojem oblast více stejnorodá (homogennější).
Skladebné části tvoří čtyři geomorfologické okrsky:
- Kameničská vrchovina (index IIC-3B-1), 393,33 km²
- Skutečská pahorkatina (index IIC-3B-2), 140,61 km²
- Stružinecká pahorkatina (index IIC-3B-3), 50,17 km²
- Podhradská kotlina (index IIC-3B-4), 18,50 km²

Centrální část geomorfologického podcelku tvoří horopisně nejvyšší Kameničská vrchovina, okraje v nižších nadmořských výškách pahorkatiny (Skutečská na severovýchodě a Stružinecká na jihovýchodním okraji, někdy také v souvislosti s pohořím uváděné za podhůří Železných hor). Pásmo vrcholů na jihozápadě je označováno za železnohorský hřbet nad zlomem tektonického původu v linii Ždírec nad Doubravou – Třemošnice (a dále pokračující k Týnci nad Labem). Vysoký terénní val, v některých místech blížící se 300 m výšky, je nad Třemošnicí přerušen sníženinou s názvem Podhradská kotlina.
Na severozápadě, přibližně na spojnici Rabštejnská Lhota (Markovický potok) – Čejkovice – Janovice – Holičky (lokalita Dolany) – Úherčice – Míčov-Sušice (část Sušice) – Zbyslavec – Rudov –Třemošnice (lokalita Chrouští), sousedí s Chvaletickou pahorkatinou (index IIC-3A), rozlohou menším a horopisem nižším geomorfologickým podcelkem Železných hor.
Sousední geomorfologické podcelky dále tvoří:
- Chrudimská tabule (Rabštejnská Lhota – Zhoř, část Skutče)
- Loučenská tabule (Zhoř, část Skutče – Proseč)
- Žďárské vrchy (Proseč – Vojnův Městec)
- Havlíčkobrodská pahorkatina (Vojnův Městec – Podmoklany)
- Kutnohorská plošina (Podmoklany – Třemošnice)
- Čáslavská kotlina v krátkém úseku na katastru Třemošnice

### Geologie
Geologickou stavbou je území členité vrchoviny složité. Významné jsou hlubinné vyvřeliny železnohorského plutonu (magmatické horniny), zejména v Kameničské vrchovině a Skutečské pahorkatině, výrazný je žulový masiv v oblasti Nasavrky, Skuteč, Hlinsko, Trhová Kamenice se stářím 300 – 360 miliónů let (prvohory, období karbonu). Kolem Prachovic a Vápenného Podola byly objeveny krasové jevy (Páterova a Podolská jeskyně) v důsledku těžby vápence (prvohory, období siluru). Mezi Sečí a Liboměřicemi se vyskytuje granit, granodiorit a tonalit, mezi Rabštejnem a Slatiňany například křemenec.
Ve Skutečské pahorkatině jsou výrazné biotitické žuly s červeným zabarvením u Žumberka, v průběhu 19. a 20. století se kámen dobýval povrchovým způsobem v mnoha kamenolomech kolem Skutče, Leštinky a Prosetína, dnes jsou činné jen některé, značná část je zatopená spodní vodou. V oblasti je množství geologicky významných lokalit. Tzv. žulorula, hornina na přechodu mezi granitem a rulou, se vyskytuje ve Stružinecké pahorkatině, v Podhradské kotlině pískovce a slepence kolem Kraskova, včetně červeně zabarvených sedimentů. Podél vodních toků se nachází písek a štěrk nivního sedimentu.

### Vodstvo
Vodstvo z převážně většiny náleží do povodí řeky Chrudimky, z okrajové části jihozápadního tzv. železnohorského hřbetu stékají vodoteče do řeky Doubravy, plochou malé území v katastru Svratouchu je součástí povodí Svratky.
Nejvýznamnější řekou je Chrudimka tvořící hydrogeografickou osu krajinné oblasti, v centrální části s hlubokými údolími (Krkanka, Strádovské Peklo). Pramení v nejvýchodnější části vrchoviny, v rozsáhlém prameništi nad Kameničkami. Nejvydatnější zdrojnicí je tzv. Filipovský pramen na rozhraní katastrů Krouna a Svratouch, severozápadně od vrcholu U oběšeného (738 m n. m.).
Pod vrcholem, v lokalitě s přírodní památkou U Tučkovy hájenky, se nachází prameniště významné řeky Krounky, jejíž koryto na úbočí vrcholu ve směru ke Krouně tvoří současně rozhraní se sousedními Žďárskými vrchy. Na okraji Skutečské pahorkatiny protéká Krounka hlubokým údolím s názvem Šilinkův důl, typem soutěsky v části přírodního parku Údolí Krounky a Novohradky.

#### Evropské rozvodí
Rozvodí evropských řek Labe – Dunaj (na českém území s řekou Morava) prochází jihovýchodním okrajem Sečské vrchoviny, katastrálním územím obcí Svratouch, Svratka a Herálec. Rozvodnice leží přibližně od vrcholu sedla (708 m n. m.) mezi vrchy U oběšeného (Sečská vrchovina) a Otava (Žďárské vrchy) na spojnici míst:
- vrchol U oběšeného (738 m n. m.) – Peškův vrch (717 m n. m.) na katastrálním území Svratouch
- Chlumětínská cesta (672 m n. m.) – silnice II/343 (652 m n. m.) na katastrálním území Svratka
- lokality Na Ševčičce (652 m n. m.) – Familie (654 m n. m., silnice do Vortové) na katastrálním území Herálec a dále pokračuje k vrcholu Otrok (717 m n. m.), již v oblasti Žďárských vrchů[10]

#### Vodní díla
Vodní díla podle českého vodního zákona zastupují na území Sečské vrchoviny stavby sloužící obecně ke vzdouvání a zadržování vod, umělému usměrňování odtokového režimu povrchových vod, k ochraně a užívání vod, k nakládání s vodami, ochraně před škodlivými účinky vod a k úpravě vodních poměrů. Nejvýznamnějším byl v roce 1903 plán výstavby vodních nádrží na řece Chrudimce. V průběhu 20. století byly vybudovány:
- Vodní nádrž Hamry (na katastrálním území Hamry a Studnice, na řece Chrudimce v říčním km 93,133), v letech 1907 – 1912 realizace stavby.
- Vodní nádrž Seč (na katastrálním území Seč a Proseč u Seče, na řece Chrudimce v říčním km 50,722), v letech 1924 – 1935 realizace stavby.
- Vodní nádrž Padrty (na katastrálním území Seč a Horní Bezděkov u Bojanova, na řece Chrudimce v říčním km 47,920).
- Vodní nádrž Křižanovice (na katastrálním území Křižanovice a České Lhotice, na řece Chrudimce v říčním km 37,150), v letech 1947 – 1953 realizace stavby.

### Výškové body
Nejvyšších nadmořských výšek dosahují vrcholy v oblasti Kameničské vrchoviny, leží zejména ve dvou pásmech. Mezi Třemošnicí a Slavíkovem na jihozápadním železnohorském hřbetu s nejvyšším vrchem Vestec (668 m n. m.) a od vodní nádrže Seč, táhnoucím se nad pravým břehem řeky Chrudimky, na jihovýchodním vnitřním železnohorském hřebenu s nejvyšším vrchem U oběšeného (738 m n. m.), nejvyšším bodem Sečské vrchoviny.

## Národní geopark Železné hory
Sečská vrchovina představuje jádro Železných hor s výjimečnou bohatostí a rozmanitostí přírodních jevů a s unikátní geologickou historií. Značnou část Sečské vrchoviny překrývá od roku 2012 Národní geopark Železné hory.

## Ochrana přírody a krajiny
Velkou část území na severozápadě od 1. května 1991 překrývá Chráněná krajinná oblast Železné hory, správa oblasti sídlí v městě Nasavrky. Jihovýchodní část území (přibližně od Trhové Kamenice k Hlinsku a dále ke Krouně až Pusté Kamenici a také směrem ke Ždírci nad Doubravou až po Vojnův Městec) od 30. července 1970 překrývá Chráněná krajinná oblast Žďárské vrchy se sídlem ve Žďáru nad Sázavou a s regionálním pracovištěm v Havlíčkově Brodě.